# Surokidul
Surokidul is een bestuurslaag in het regentschap Tegal van de provincie Midden-Java, Indonesië. Surokidul telt 3539 inwoners (volkstelling 2010).